# Masutatsu Ōyama

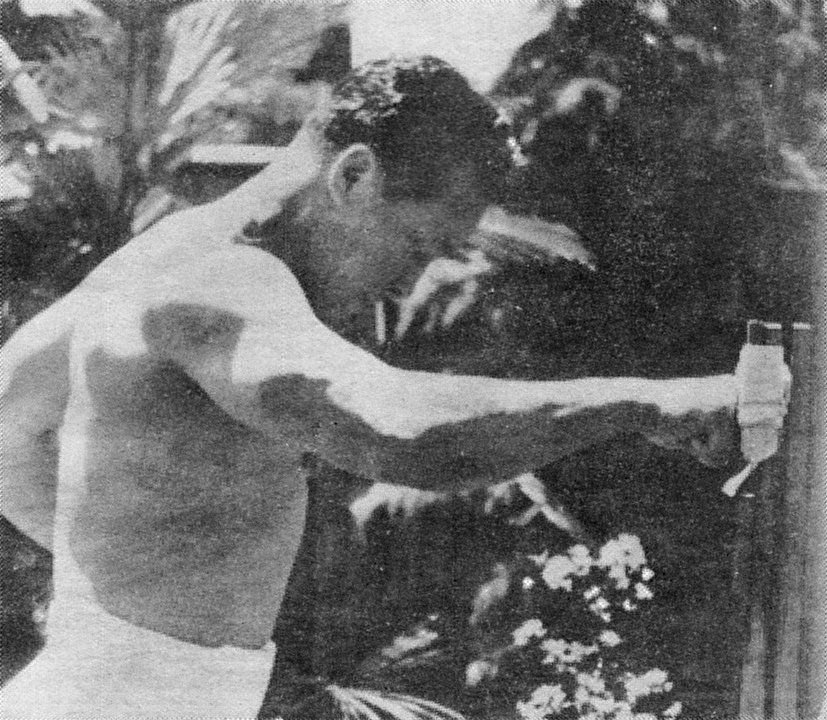
Masutatsu Oyama

Masutatsu Ōyama (jap. 大山 倍達 Ōyama Masutatsu), właściwie Choi Yeong-eui (kor. 최영의) (ur. 27 lipca 1923 w Gimje, zm. 26 kwietnia 1994 w Tokio) – południowokoreański mistrz karate.

## Życiorys
Jego rodzina, znani arystokraci, należała do klanu Yangban. Wychowywał się w Mandżurii. W 1936 roku rozpoczął szkołę podstawową w Seulu, gdzie zaczął uczyć się chińskiego kempo, zdobywając po dwóch latach 2 dan.
Po przybyciu do Japonii przyjął japońskie nazwisko Ōyama od małżeństwa pochodzenia koreańskiego, które się nim zaopiekowało. Miało ono dwóch synów: Shigeru i Yosuhiko, którzy później zostali jednymi z jego najlepszych uczniów. W tym samym roku zaczął treningi karate pod okiem Gichina Funakoshiego. 
W okresie II wojny światowej zaciągnął się w szeregi pilotów kamikaze. Przed udziałem w misji samobójczej uchronił go koniec wojny. 
W 1940 roku rozpoczął studia na Uniwersytecie Takushoku i zdobył 2 dan w karate, natomiast w 1946 roku – na wydziale wychowania fizycznego Uniwersytetu Waseda, ale wkrótce go opuścił. 
W 1947 roku wziął udział w pierwszym, ogólnojapońskim turnieju zorganizowanym po wojnie i zdobył tytuł mistrza.
Skuszony łatwymi pieniędzmi, Ōyama współpracował przez pewien czas z japońskimi gangsterami. Po półrocznym pobycie w więzieniu poczuł potrzebę zrehabilitowania się i postanowił poświęcić się karate oraz ciężkiemu treningowi. Zaczął treningi u So Nei-chu, Koreańczyka pochodzącego z tej samej co on prowincji, który trenował styl karate Gōjū-ryū. Nauczył on także Ōyamę podstaw wiary buddyjskiej sekty Nichirena. W tym samym czasie, w którym Ōyama rozpoczął treningi z So, zaczął też ćwiczyć judo, aby po czterech latach uzyskać 4 dan w 1945 roku. 
Kształcił się także w innych sztukach walki. Czerpiąc inspiracje z nauk legendarnego mistrza szermierki Musashiego Miyamoto, po długim okresie medytacji w górach Chiba, stworzył nowy styl karate – kyokushin, wymagający doskonałego przygotowania fizycznego. 
Od 1952 roku promował karate kyokushin w Stanach Zjednoczonych, odbywając m.in. pokazowe walki i podróżował również w innych krajach. Otworzył szereg szkół karate kyokushin na całym świecie, współorganizował pierwsze turnieje oraz światową federację. Słynął z tego, że gołymi rękami zabił byka, stoczył 300 pojedynków w ciągu 3 dni, w ciągu jednego roku przyjął 270 propozycji walki. Walczył z każdym, kto tylko miał odwagę, by rzucić mu wyzwanie. 
Był autorem wspomnień oraz podręczników karate – pod wrażeniem walk pokazowych z bykami dziennikarze „New York Times” nadali mu przydomek Boskiej Ręki oraz Ostatniego Samuraja. W 1993 roku otrzymał od władz Japonii 10 dan.
W 1993 roku odwiedził Polskę podczas odbywających się mistrzostw Europy w katowickim Spodku. Wtedy też został uhonorowany Krzyżem Oficerskim Orderu Zasługi Rzeczypospolitej Polskiej (1994).
26 kwietnia 1994 zmarł na raka płuca.
Na podstawie biografii mistrza Masutatsu Ōyamy powstał film pt.: „Fighter in the Wind” (oryginalnie: Baramui Fighter).
Uczniami M. Oyamy zostali m.in.: Terutomo Yamazaki, Akira Masuda, Hatsuo Royama, Tadashi Nakamura, Bobby Lowe, Steve Arneil, Jon Bluming, Hideyuki Ashihara, Yoshiji Soeno, Loek Hollander, Miyuki Miura, Howard Collins, Shokei Matsui, Peter Urban, Shigeru Ōyama, Sławomir Mirecki, Andrzej Drewniak, Satoshi Yui, Peter Chong, Tsutomu Wakiuchi.